# Gilmania luteola
Gilmania luteola (con el nombre común en su lugar de origen de "golden carpet" o "goldencarpet") es una muy rara planta primaveral de flores silvestres que se encuentran en los suelos estériles alcalinos del valle de la Muerte en el este de California en los Estados Unidos. 

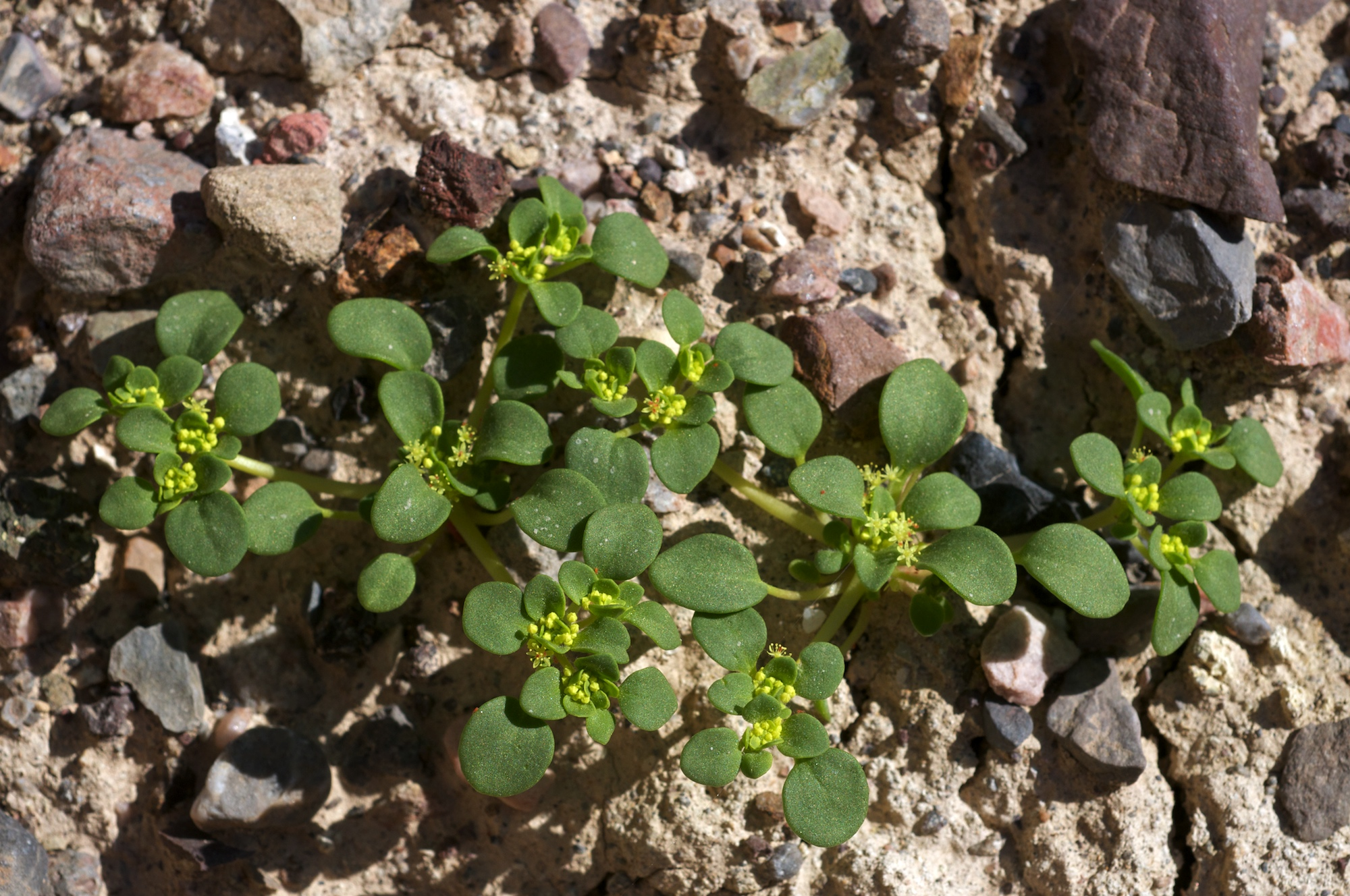
Vista de la planta

## Descripción
La planta crece muy baja en la tierra, y sólo en años muy húmedos, que rara vez se producen en la región. Las flores amarillas son bastante pequeñas, y la planta tiene el follaje de color verde-amarillento. 
Es la única especie en el género monotípico Gilmania.

## Taxonomía
Gilmania luteola fue descrita por Nicholas Edward Brown y publicado en Journal of Botany, British and Foreign 66: 141. 1928.
Sinonimia
- Phyllogonum luteolum Coville[3]